# Leoncjusz z Jerozolimy
Leoncjusz z Jerozolimy (zm. po 544) – mnich i teolog bizantyński. Najwybitniejszy przedstawiciel neochalcedonizmu.

## Życie
Leoncjusz pochodził z Jerozolimy. Zdobył wykształcenie teologiczne oraz wykształcenie w zakresie nauk świeckich, głównie filozofii. Był mnichem. Wraz z Janem Makscencjuszem, Janem Gramatykiem, Efremem z Antiochii, Anastazjuszem z Antiochii, Eulogiuszem z Aleksandrii i Teodorem z Raithu należał do głównych przedstawicieli neochalcedonizmu. Uchodzi za najbardziej systematycznego interpretatora tego kierunku. Zmarł po 544 roku. Przyczynił się do uporządkowania terminologii chrystologicznej, głównie dzięki refleksji nad pojęciami natury i hipostazy. W przeszłości był mylony z Leoncjuszem z Bizancjum.

## Twórczość
Leoncjusz jest autorem dwóch dzieł polemicznych napisanych w Konstantynopolu pomiędzy 536 a 544 rokiem: Adversus nestorianos i Contra monophisytas. Adversus nestorianos jest obszernym, złożonym pierwotnie z ośmiu ksiąg traktatem, z których ostatnia zaginęła. Leoncjusz przytaczał w nim argumenty przeciwko błędnej koncepcji względnej jedności Chrystusa. Szczególną wartość dla badaczy mają zachowane w tekście duże partie oryginalnych tekstów nestoriańskich. Contra monophysitas ma niejednorodny charakter, składa się z 63 rozdziałów (aporiai) i zbioru świadectw w formie pytań i odpowiedzi (eratopokriseis). Przypuszcza się, że te dwa bloki tekstu wchodziły kiedyś w skład zaginionego dzieła skierowanego przeciw sewerianom, zwolennikom poglądów Sewera z Antiochii.

## Poglądy
W sposób charakterystyczny dla neochalcedończyków Leoncjusz starał się uzgodnić twierdzenie Cyryla Aleksandryjskiego o „jednej naturze (czy hipostazie) wcielonej” Chrystusa z rozszerzającym sformułowaniem soboru chalcedońskiego o dwóch naturach zjednoczonych w jednej hipostazie (osobie), próbując w ten sposób pogodzić broniących za pomocą terminologii Cyryla nauki o jednej naturze Chrystusa monofizytów ze sprzeciwiającymi się Cyrylowi i głoszącymi dwie odrębne natury diofizytami. W odróżnieniu od diofizytów Leoncjusz uznawał Cyrylową formułę teopaschistyczną, głoszącą, że „Jeden z Trójcy cierpiał”. Podjął także doktrynę Leoncjusza z Bizancjum o enhipostazie: hipostatycznym zjednoczeniu natury ludzkiej Jezusa w hipostazie Logosu. Największe zasługi Leoncjusz położył na polu wyjaśnienia relacji zachodzących pomiędzy naturą a hipostazą, choć jego ustalenia nie są wolne od przeciwieństw. Leoncjusz definiuje hipostazę jako „istniejącą oddzielnie”, wydaje się jednak, że podtrzymuje zaczerpnięty z teologii trynitarnej ojców kapadockich pogląd o hipostazie jako o „swoistej naturze” (fysis idike) obdarzonej indywidualnymi przymiotami (idiomata). Pojęcie natury (fysis) nie ma u niego charakteru ogólnego i abstrakcyjnego, lecz jako fysis idike odnosi się zarówno do człowieczeństwa, jak i bóstwa Chrystusa. Zjednoczenie obydwu natur istnieje rzeczywiście w hipostazie Logosu i prowadzi do doskonałego zespolenia ich indywidualnych przymiotów (synthesis). Osiągnięciem Leoncjusza jest rozróżnienie między zjednoczeniem natur a zjednoczeniem hipostaz, przez co wyjaśnił niejasności apolinarystycznej koncepcji zjednoczenia natur i seweriańskiej nauki o jednej naturze. Przeciw nestorianom głosił, że Logos stając się człowiekiem, przyjął ludzką naturę, a nie dodatkową hipostazę, która hipostatycznie zjednoczyła się z naturą boską.